# فارس ارناؤوط
فارس ارناؤوط (عربی: محمد فارس أرناؤوط؛ زادهٔ ۳۱ ژانویهٔ ۱۹۹۷) بازیکن فوتبال اهل سوریه است.
وی همچنین در تیم‌های ملی فوتبال زیر ۲۳ سال سوریه و سوریه بازی کرده‌است.